# Alberuela de Tubo
Alberuela de Tubo là một đô thị trong tỉnh Huesca, Aragon, Tây Ban Nha. Theo điều tra dân số 2004 (INE), đô thị này có dân số là 370 người.